# Gawroń
Gawroń (766 m) – niezbyt wybitny szczyt górski w północno-wschodniej części głównego grzbietu Pasma Policy, które w regionalizacji fizycznogeograficznej Polski według Jerzego Kondrackiego zaliczane jest do Beskidu Żywieckiego, w nowszej regionalizacji z 2018 roku do Beskidu Żywiecko-Orawskiego. Na mapie Compassu i w przewodniku turystycznym opisany jako Gawron z wysokością 738 m. Jego grzbietem biegnie granica między wsiami Osielec (stok północny) i Bystra Podhalańska (stok południowy) w województwie małopolskim, w powiecie suskim.
Gawroń znajduje się w grzbiecie, który od szczytu Cupla (885 m) opada początkowo w północno-wschodnim, później południowo-wschodnim kierunku poprzez Gawroń do doliny Bystrzanki. Orograficznie prawe zbocza tego grzbietu opadają do doliny potoku Wędźno (dopływ Bystrzanki), z lewych spływa Baranów Potok i Bandurów Potok. Masyw Gawronia jest porośnięty lasem, ale nieco poniżej przełęczy między nim a niższą Łysą Górą znajduje się polanka, z której widoczna jest dolina Skawy, miejscowości Bystra Podhalańska i Jordanów, należące do Beskidu Wyspowego szczyty Szczebel i Luboń Wielki oraz Gorce ze szczytem Turbacz.
Według Aleksego Siemionowa poprawna nazwa szczytu to Gawrań. Jest to nazwa pochodzenia wołoskiego występująca w Karpatach (np. w słowackiej wersji językowej jest to Hawrań, takie nazwy występują też w Słowackim Raju i na Orawie). Nazwy Gawrań używała ludność miejscowa i taką nazwę tego szczytu zatwierdziła Komisja Turystyki Górskiej Oddziału PTTK „Ziemia Wadowicka” w 1981 r. Na mapach PPWK pojawiła się jednak nazwa Gawron, według A. Siemionowa będąca bezpodstawnym przekształceniem nazwy Gawrań.

## Szlak turystyczny
Osielec PKP – Gawroń – Cupel – przełęcz między Cuplem i Drobnym Wierchem. Suma podejść 560 m, czas przejścia 3 godz. 10 min, z powrotem 1 godz. 55 min.